# Daniela Escobar
Daniela Escobar Duncan (n. 16 ianuarie 1969) este o actriță braziliană.

## Viața personală
Daniela Escobar s-a căsătorit în 1995 cu regizorul Jayme Monjardim, cu care a avut singurul său fiu, André Matarazzo, și de care s-a separat în 2003. S-a recăsătorit în 2009 cu omul de afaceri Marcelo Woellne. Căsătoria s-a încheiat în anul următor.

## Filmografie

### Televiziune
- 1992 - Você Decide
- 1994 - A Madona de Cedro - Laura
- 1994 - Tropicaliente - Berenice
- 1995 - A Idade da Loba - Gaby
- 1996 - Anjo de Mim - Teresa
- 1997 - Você Decide
- 1998 - Você Decide
- 1999 - Chiquinha Gonzaga - Amália
- 2000 - Aquarela do Brasil - Bella Landau
- 2000 - Você Decide - Marlene
- 2000 - Superbonita - Apresentadora
- 2001 - Brava Gente - Lucila
- 2001 - O Clone - Maysa Ferraz[4][5]
- 2003 - A Casa das Sete Mulheres - Perpétua
- 2003 - Kubanacan - Vanda
- 2004 - Um Só Coração - Soledad
- 2004 - A Diarista - Sofia
- 2005 - América - Irene Villa Nova[6]
- 2005 - Dança dos Famosos 1 - Ela mesma
- 2006 - A Diarista - Sônia
- 2007 - O Segredo da Princesa Lili - Yrvana
- 2008 - Dicas de Um Sedutor - Olívia
- 2011 - Ti Ti Ti - Daguilene Oliveira (Pâmela)[7][8]
- 2011 - A Vida da Gente - Suzana[9][10]
- 2013 - Flor do Caribe - Natália[11]